# Альци
Альци (фр. Alzi, корс. Alzi) — коммуна во Франции, находится в регионе Корсика. Департамент коммуны — Верхняя Корсика. Входит в состав кантона Голо-Морозалья. Округ коммуны — Корте.
Код INSEE коммуны — 2B013.

## Население
Население коммуны на 2008 год составляло 17 человек.
| 1962 | 1968 | 1975 | 1982 | 1990 | 1999 | 2008 |
| ---- | ---- | ---- | ---- | ---- | ---- | ---- |
| 37   | 39   | 24   | 17   | 11   | 17   | 17   |

## Экономика
В 2007 году среди 14 человек в трудоспособном возрасте (15—64 лет) 11 были экономически активными, 3 — неактивными (показатель активности — 78,6 %, в 1999 году было 58,3 %). Из 11 активных работали 8 человек (4 мужчины и 4 женщины), безработных было 3 (2 мужчины и 1 женщина).